# Prémio de poesia Fiz Vergara Vilariño
O Prémio de poesia Fiz Vergara Vilariño foi criado na Galiza em 2000 como uma iniciativa da Associação Cultural Ergueitos, com o patrocínio da Câmara Municipal de Sarria, como homenagem ao poeta de Lóuzara Fiz Vergara Vilariño.

## Vencedores
- 2017: Lara Dopazo, Claus e o alacrán.
- 2016: Carlos Negro, Tundra.
- 2015: Charo Lopes, De como acontece a fin do mundo.
- 2014: Marcos Abalde, Oenach.
- 2013: Eva Veiga, A distancia do tambor.
- 2012: Cristina Ferreiro Real, Abecedario póstumo.
- 2011: Xerardo Quintiá, Fornelos & Fornelos.
- 2010: Francisco Xosé Fernández Naval, Bater de sombras.
- 2009: Baldo Ramos, Palabras para un baleiro.
- 2008: Olalla Cociña, Libro de Alicia.
- 2007: Xosé Antonio Neira Cruz, É oco habitado.
- 2006: Martín Veiga, Fundaxes.
- 2005: Emma Pedreira, Casa de orfas.
- 2004: Miguel Mato Fondo, O whiskey na barrica
- 2003: Estevo Creus, Decrúa.
- 2002: Xesús Pereiras, Cantos da seiva.
- 2001: Marica Campo, Pedinche luz prestada.